# Žabokreky
Žabokreky es un municipio del distrito de Martin en la región de Žilina, Eslovaquia, con una población estimada a final del año 2024 de 1208 habitantes.
Se encuentra ubicado al oeste de la región, cerca del curso alto del río Váh (cuenca hidrográfica del Danubio) y del parque nacional de Veľká Fatra.

## Demografía
| Año        | 1994 | 2004    | 2014    | 2024 |
| ---------- | ---- | ------- | ------- | ---- |
| Población  | 1084 | 1111    | 1208    | 1208 |
| Diferencia |      | +2,49 % | +8,73 % | +0 % |

| Año        | 2023 | 2024    |
| ---------- | ---- | ------- |
| Población  | 1194 | 1208    |
| Diferencia |      | +1,17 % |